# Mawson's Huts
Mawson's Huts è un'Area Specialmente Protetta dell'Antartide (codice ASPA 162) situata all'estremità di Capo Denison, un promontorio roccioso che si erge nella Baia del Commonwealth della Terra di Giorgio V, in Antartide Orientale.
Il sito contiene quattro rifugi realizzati dai componenti della Spedizione Aurora (1911–14), spedizione antartica australiana guidata da Douglas Mawson; è considerato un importante testimonianza dell'Epoca eroica dell'esplorazione antartica.

## Territorio
Il sito ospita le strutture tutt'ora ben conservate di quattro rifugi in legno costruiti dai componenti della Spedizione Aurora tra il gennaio 1912 e il maggio 1913, denominati: Main Hut, Transit Hut, Absolute Magnetic Hut e Magnetograph House. I rifugi hanno una base quadrata e un tetto piramidale e sono costituiti da telai in pino dell'Oregon rivestiti con assi ad incastro di pino baltico. Essi testimoniano le condizioni spartane di vita cui furono sottoposti i membri della spedizione: il Main Hut, per esempio, è composto da un singolo locale di circa 50 m2, che durante l'inverno del 1912 fornì posti letto e servizi di cucina a 18 membri della spedizione.

## Flora
L'unica flora presente in prossimità dei rifugi è rappresentata da varie specie di licheni tra cui 
Lecidea cancriformis e Toninia johnstoni (Lecideaceae), Umbilicaria decussata (Umbilicariaceae), Rhizoplaca melanophthalma, Lecanora expectans e Pleopsidium chlorophanum (Lecanoraceae), Physcia caesia (Physciaceae), Pseudephebe minuscula e Usnea antarctica (Parmeliaceae), Candelariella flava, Xanthoria elegans e Xanthoria mawsonii (Teloschistaceae), Buellia frigida (Buelliaceae).

## Fauna
L'area di Capo Denison ospita colonie riproduttive estive di pinguino di Adelia (Pygoscelis adeliae), uccello delle tempeste di Wilson (Oceanites oceanicus),  petrello delle nevi (Pagodroma nivea) e stercorario di McCormick (Stercorarius maccormicki). Sulle aree costiere del capo riposano occasionalmente esemplari di foca di Weddell (Leptonychotes weddellii, elefante marino del Sud (Mirounga leonina) e foca leopardo (Hydrurga leptonyx).

## Conservazione
L'area è classificata dal Trattato Antartico come Area Specialmente Protetta dell'Antartide (codice ASPA 162), con la finalità di tutelare il valore storico, archeologico, tecnico, sociale ed estetico del sito.